# بطولة أفريقيا للسباحة 2021
بطولة أفريقيا للسباحة 2021 هي النسخة الرابعة عشر من بطولة إفريقيا للسباحة، ودارت فعالياتها في مدينة أكرا من 11 إلى 17 أكتوبر 2021.